# Matar a un hombre
Matar a un hombre é um filme de drama chileno de 2014 dirigido e escrito por Alejandro Fernández Almendras. Foi selecionado como representante do Chile à edição do Oscar 2015, organizada pela Academia de Artes e Ciências Cinematográficas.

## Elenco
- Daniel Antivilo - Kalule
- Daniel Candia - Jorge
- Ariel Mateluna - Jorgito
- Alejandra Yáñez - Marta